# Solomys ponceleti
Solomys ponceleti és una espècie de mamífer rosegador de la família dels múrids. Són rosegadors de grans dimensions, amb una llargada de cap i cos de 330 mm, i una cua de 340 a 365 mm.
Viu a altituds de fins a 200 msnm a Salomó i Papua Nova Guinea. Aquesta espècie es troba en perill crític a causa de la pèrdua del seu hàbitat.